# Oba
L'oba (Irvingia gabonensis), que adicionalment pot rebre el nom d'opopa,
és una espècie de planta amb flors del gènere Irvingia dins la família de les irvingiàcies (Irvingiaceae). És un arbre tropical, natiu d'Àfrica Central i del la zona al voltant del golf de Guinea entre Benin i Angola.

## Descripció
És un arbre perennifoli que pot atènyer els 40 m d'altura i el seu tronc pot assolir un diàmetre de 120 cm. Les fulles són simples, senceres i distribuïdes de manera alternada. Les flors són hermafrodites i s'agrupen en inflorescències axil·lars en panícula, l'androceu està format per 10 estams, l'ovari és súper i bilocular, el fruit és una drupa amb un pinyol dur que embolcalla una única llavor.

## Hàbitat
L'hàbitat d'aquesta espècie és la selva tropical situada per sota de 1000 metres i amb una pluviometria per sobre de 1500 mm anuals, preferint els sòls àcids i ben drenats.

## Taxonomia
Aquesta espècie va ser descrita de manera vàlida per primer cop l'any 1884 a l'obra Traité de botanique médicale phanérogamique del botànic francès Henri Ernest Baillon (1827-1895). Abans havia estat publicada com a part del gènere Mangifera.

### Sinònims
Els següents noms científics són sinònims d'Irvingia gabonensis:
- Sinònims homotípics

- Mangifera gabonensis Aubry-Lecomte ex O'Rorke

- Sinònims heterotípics

- Irvingia barteri Hook.f.
- Irvingia barteri var. tenuifolia(Hook.f.) Oliv.
- Irvingia caerulea Tiegh.
- Irvingia duparquetii Tiegh.
- Irvingia erecta Tiegh.
- Irvingia fusca Tiegh.
- Irvingia griffonii Tiegh.
- Irvingia hookeriana Tiegh.
- Irvingia laeta Tiegh.
- Irvingia pauciflora Tiegh.
- Irvingia platycarpa Tiegh.
- Irvingia tenuifolia Hook.f.
- Irvingia velutina Tiegh.

## Usos
L'oba és un recurs important per a l'alimentació humana, es consumeixen els fruits i les llavors, es pot destacar que amb les llavors es fa una pasta de llarga conservació. També s'utilitza a la medicina popular.